# ينس هارتفيغ
ينس هارتفيغ (بالألمانية: Jens Hartwig)‏ (و. 1980  م) هو ممثل مسرحي، وممثل أفلام، وممثل تلفزي ألماني، ولد في بون.

## وصلات خارجية
- ينس هارتفيغ على موقع IMDb (الإنجليزية)
- ينس هارتفيغ على موقع قاعدة بيانات الفيلم (الإنجليزية)
- ينس هارتفيغ على موقع كينوبويسك (الروسية)

- ينس هارتفيغ في قاعدة بيانات الأفلام على الإنترنت